# کارگردان فیلم
کارگردان (به انگلیسی: Film director)، یکی از اصلی‌ترین عوامل تبدیل شدن یک فیلم‌نامه به یک فیلم سینمایی یا فیلم تلویزیونی است. به همین دلیل است که همواره یک اثر تصویر متحرک را به نام کارگردان، نویسنده و تهیه‌کننده آن می‌شناسند.
مهم‌ترین کاری که یک کارگردان در جریان ساخت یک اثر تصویر متحرک انجام می‌دهد حفظ تِم اصلی مد نظر تهیه‌کننده کار در طی مراحل سه‌گانهٔ پیش تولید، تولید و پس‌تولید است. کارگردان پس از مطالعهٔ فیلم‌نامه آن را مطابق فیلمنامه خُرد کرده و قطعات کوچکی به نام سکانس، صحنه و پلان را در قالب متنی با عنوان دکوپاژ تهیه می‌کند. این متن پس از تأیید تهیه‌کننده به دستورالعملی برای همهٔ عوامل سازندهٔ فیلم که در آن تمامی جزئیات پلان از قبیل زاویه دوربین، اندازه‌نما، حرکت و گفتار هنرپیشه، نور، زمان، مکان و… نوشته شده، تبدیل می‌شود. کارگردان باید به اصول و قواعد تمامی مراحل تولید مسلط باشد تا به‌خوبی بتواند نتیجهٔ مطلوب را به دست آورد.
از اندیشه‌های پرکینز می‌توان چنین استنتاج کرد که کارگردان لزوماً خالق مطلق نیست، بلکه همانند یک رهبر ارکستر، عناصر مختلف یک اثر هنری را هدایت و هماهنگ می‌کند تا به یک کل منسجم تبدیل شوند.

## قواعد اساسی کارگردانی فیلم
اصول قاب‌بندی، ریتم، تداوم حرکت، صدا و تصویر از جمله قواعدی هستند که کارگردان برای دکوپاژ به کار می‌گیرد. این قواعد هنری برخلاف اصول علوم طبیعی چندان ثابت و غیرقابل تغییر نیستند؛ بلکه حاصل تجربیات و ترجیحات کارگردانان پیشین بوده و بر اساس نوع نگرش و سبک هنری فیلم‌ساز متغیر می‌باشند.
از جمله مهم‌ترین کارگردان‌های اثرگذار جهان می‌توان از ژرژ ملیس فرانسوی پدر سینمای داستانی نام برد که ساخت اولین فیلم‌های داستانی تاریخ سینما در ژانر علمی تخیلی توسط او صورت گرفت. همچنین فیلم‌سازان مطرح آمریکایی همچون ادوین پورتر و دیوید گریفیث از جمله کارگردان‌هایی بودند که به پیشرفت تدوین فیلم کمک به‌سزایی کرده‌اند. کارگردان‌های روسی نیز برای نخستین بار تئوری فیلم‌سازی را شکل دادند که در این خصوص می‌توان از جنبش مونتاژ شوروی و دو کارگردان مطرح آن، وسولد پودوفکین و سرگئی آیزنشتاین نام برد. پودوفکین با آزمایش‌های مونتاژی خود سعی کرد نشان دهد که با امکانات مونتاژ می‌توان واقعیت را جعل کرد. در این نوع مونتاژ معمولاً ایدئولوژی و اصول فیلم‌ساز به عنوان اصل قرار گرفته و سعی در نمایش آن می‌شود. در شیوهٔ پودوفکین، فیلم یک رویداد تأثیرگذارتر و جان‌دارتر از خود رویداد واقعی به نظر می‌رسد. برای همین پودوفکین نوع نگاهش را به سینما مونتاژ انفجاری نامید. آیزنشتاین برخلاف پودوفکین بر این باور بود که مونتاژ وصل کردن منطقی نماها نیست تا داستانی تعریف شود. بلکه تدوین، تصادم نماهاست. آیزنشتاین نه در جست‌وجوی بیننده‌ای منفعل بلکه در جست‌وجوی بیننده‌ای خلاق بود؛ بیننده‌ای که بتواند در تکمیل اثر هنری نقشی فعال ایفا کند و به سفیدخوانی اثر هنری بپردازد. منظور از سفیدخوانی معنایی است که بیننده از طریق تجزیه و تحلیل فیلم به آن می‌افزاید؛ معنایی که به ظاهر در فیلم موجود نیست اما به وسیله تحلیل فیلم می‌توان به آن پی برد. آیزنشتاین معتقد بود برای رسیدن به سینمایی اثرگذار می‌توان از عناصر زیر در مونتاژ تصاویر استفاده کرد.
با پیشرفت سینما کارگردانان مطرحی پا به عرصه ظهور نهاده‌اند که هریک به فراخور تجربیات خود به توسعه این حرفه و ظهور سبک‌های مختلف فیلم‌سازی و کارگردانی کمک کرده‌اند.

## دستیار کارگردان
کسی است که کارگردان را در انجام کارهایش یاری می‌کند و برخی از وظایف او را انجام می‌دهد؛ از جمله برنامه‌ریزی فیلم‌برداری، نظم دادن به امور حمل و نقل، هماهنگی با گروه‌های مختلف و فراخواندن افراد مورد نیاز به مکان فیلم‌برداری، حفظ نظم و آرامش در سر صحنهٔ فیلم‌برداری، کنترل بودجه و انجام هر کار دیگری که کارگردان بر عهده او بگذارد. گاه در فیلمی به وجود بیش از یک دستیار احتیاج می‌شود و حضور دستیار دوم یا سوم هم لازم می‌شود؛ به‌ویژه در پروژه‌های بزرگ سینمایی.